# Damián Ísmodes
Damián Diego Ísmodes Saravia (Lima, 10 de marzo de 1989) es un futbolista peruano. Juega como extremo izquierdo y su equipo actual es Universidad San Martín de la Liga 2 de Perú.

## Trayectoria
Jugador formado en las divisiones inferiores de Sporting Cristal, participó en la Copa Libertadores 2005, Copa Libertadores 2006 y Copa Libertadores 2007. En 2008 fichó en el mercado de invierno por cinco temporadas y media por el Racing de Santander por una cantidad cercana a los 800.000 euros.
Después de no jugar en toda la segunda vuelta ya que llegó lesionado, debutó con la camiseta racinguista en el último partido de la temporada 2007-2008 contra el Club Atlético Osasuna en el minuto 91 sustituyendo a Jorge López encuentro con el que él se conseguiría por primera vez la clasificación para la Copa de la UEFA.
Fue titular por primera vez en el Racing de Santander el 29 de octubre de 2008 en el partido de ida de la Copa del Rey frente al Real Murcia en la Nueva Condomina.
En el mercado de invierno del 2009 fue cedido al Éibar hasta el 30 de junio de 2009. A inicios de agosto de 2009 es cedido de nuevo, pero esta vez a su club de origen el Sporting Cristal.
Luego de jugar toda la temporada 2011 en Universitario, fichó por Cienciano del Cuzco para la temporada siguiente.
El 30 de diciembre de 2013 firmó por el León de Huánuco por una temporada.
El 31 de diciembre de 2014 llega a un acuerdo de un año para unirse al Club Centro Deportivo Municipal, cerrando así su incorporación al cuadro edil  donde estuvo hasta el 2017.
En la temporada 2018 fue fichaje del club ascendido a primera división Sport Boys  donde logró disputar 28 partidos con la camiseta rosada, en esa temporada consiguió marcar un total de dos goles y junto a los demás jugadores evitó el descenso de la misilera.
En la temporada 2019 fue sorpresa al fichar por Real Garcilaso tras su paso por Sport Boys. En el 2022 desciende con el Carlos Stein, al quedar último puesto en la tabla acumulada.

## Selección nacional
Debutó con la Selección de fútbol del Perú ante Ecuador el 3 de junio de 2007 y ha sido internacional con la selección peruana en 5 ocasiones, participando en la Copa América 2007.
- Campeonato Sudamericano Sub-17 de 2005
- Campeonato Sudamericano Sub-20 de 2007
- Copa América 2007
- Campeonato Sudamericano Sub-20 de 2009
- Eliminatorias para la Copa Mundial de Fútbol de 2010

## Clubes
| Club                   | País   | Años        |
| ---------------------- | ------ | ----------- |
| Sporting Cristal       | Perú   | 2005 - 2007 |
| Racing de Santander    | España | 2008        |
| Éibar                  | España | 2009        |
| Sporting Cristal       | Perú   | 2009 - 2010 |
| Universitario          | Perú   | 2011        |
| Cienciano              | Perú   | 2012 - 2013 |
| León de Huánuco        | Perú   | 2014        |
| Deportivo Municipal    | Perú   | 2015 - 2017 |
| Sport Boys             | Perú   | 2018        |
| Real Garcilaso         | Perú   | 2019        |
| Cienciano              | Perú   | 2020        |
| Alianza Universidad    | Perú   | 2021        |
| Carlos Stein           | Perú   | 2022        |
| Universidad San Martín | Perú   | 2023 -      |

## Estadísticas

### Clubes
| Club | Div.                | Temporada           | Liga  | Liga  | Liga   | Copas nacionales | Copas nacionales | Copas nacionales | Copas internacionales | Copas internacionales | Copas internacionales | Total | Total | Total  |
| Club | Div.                | Temporada           | Part. | Goles | Asist. | Part.            | Goles            | Asist.           | Part.                 | Goles                 | Asist.                | Part. | Goles | Asist. |
| --- | ------------------- | ------------------- | ----- | ----- | ------ | ---------------- | ---------------- | ---------------- | --------------------- | --------------------- | --------------------- | ----- | ----- | ------ |
| Sporting Cristal · Perú |                     |                     |       |       |        |                  |                  |                  |                       |                       |                       |       |       |        |
| 1.ª | 2006                | 12                  | 0     | 3     | -      | -                | -                | -                | -                     | -                     | 12                    | 0     | 3     |        |
| 1.ª | 2007                | 32                  | 4     | 1     | -      | -                | -                | 2                | 0                     | 0                     | 34                    | 4     | 1     |        |
| Racing de Santander · España |                     |                     |       |       |        |                  |                  |                  |                       |                       |                       |       |       |        |
| 1.ª | 2007-08             | 2                   | 0     | 0     | 1      | 0                | 0                | -                | -                     | -                     | 3                     | 0     | 0     |        |
| Total club | Total club          | 2                   | 0     | 0     | 1      | 0                | 0                | 0                | 0                     | 0                     | 3                     | 0     | 0     |        |
| SD Eibar · España |                     |                     |       |       |        |                  |                  |                  |                       |                       |                       |       |       |        |
| 2.ª | 2008-09             | 3                   | 0     | 0     | 1      | 0                | 0                | -                | -                     | -                     | 4                     | 0     | 0     |        |
| Total club | Total club          | 3                   | 0     | 0     | 1      | 0                | 0                | 0                | 0                     | 0                     | 4                     | 0     | 0     |        |
| Sporting Cristal · Perú |                     |                     |       |       |        |                  |                  |                  |                       |                       |                       |       |       |        |
| 1.ª | 2009                | 16                  | 1     | 0     | -      | -                | -                | -                | -                     | -                     | 16                    | 1     | 0     |        |
| 1.ª | 2010                | 19                  | 3     | 1     | -      | -                | -                | -                | -                     | -                     | 19                    | 3     | 1     |        |
| Total club | Total club          | 79                  | 8     | 5     | 0      | 0                | 0                | 2                | 0                     | 0                     | 81                    | 8     | 5     |        |
| Universitario de Deportes · Perú |                     |                     |       |       |        |                  |                  |                  |                       |                       |                       |       |       |        |
| 1.ª | 2011                | 15                  | 1     | 0     | 1      | 0                | 0                | 1                | 0                     | 0                     | 17                    | 1     | 0     |        |
| Total club | Total club          | 15                  | 1     | 0     | 1      | 0                | 0                | 1                | 0                     | 0                     | 17                    | 1     | 0     |        |
| Cienciano · Perú |                     |                     |       |       |        |                  |                  |                  |                       |                       |                       |       |       |        |
| 1.ª | 2012                | 27                  | 4     | 2     | -      | -                | -                | -                | -                     | -                     | 27                    | 4     | 2     |        |
| 1.ª | 2013                | 39                  | 2     | 6     | -      | -                | -                | -                | -                     | -                     | 39                    | 2     | 6     |        |
| León de Huánuco · Perú |                     |                     |       |       |        |                  |                  |                  |                       |                       |                       |       |       |        |
| 1.ª | 2014                | 23                  | 2     | 1     | 10     | 1                | 2                | -                | -                     | -                     | 33                    | 3     | 3     |        |
| Total club | Total club          | 23                  | 2     | 1     | 10     | 1                | 2                | 0                | 0                     | 0                     | 33                    | 3     | 3     |        |
| Deportivo Municipal · Perú |                     |                     |       |       |        |                  |                  |                  |                       |                       |                       |       |       |        |
| 1.ª | 2015                | 20                  | 0     | 1     | 5      | 1                | 0                | -                | -                     | -                     | 25                    | 1     | 1     |        |
| 1.ª | 2016                | 40                  | 5     | 1     | -      | -                | -                | -                | -                     | -                     | 40                    | 5     | 1     |        |
| 1.ª | 2017                | 2                   | 0     | 0     | -      | -                | -                | -                | -                     | -                     | 2                     | 0     | 0     |        |
| Total club | Total club          | 79                  | 8     | 5     | 0      | 0                | 0                | 2                | 0                     | 0                     | 67                    | 5     | 2     |        |
| Sport Boys · Perú |                     |                     |       |       |        |                  |                  |                  |                       |                       |                       |       |       |        |
| 2.ª | 2018                | 28                  | 2     | 0     | -      | -                | -                | -                | -                     | -                     | 28                    | 2     | 0     |        |
| Total club | Total club          | 28                  | 2     | 0     | 0      | 0                | 0                | 0                | 0                     | 0                     | 28                    | 2     | 0     |        |
| Real Garcilaso · Perú |                     |                     |       |       |        |                  |                  |                  |                       |                       |                       |       |       |        |
| 1.ª | 2019                | 15                  | 0     | 0     | 4      | 0                | 0                | -                | -                     | -                     | 19                    | 0     | 0     |        |
| Total club | Total club          | 15                  | 0     | 0     | 4      | 0                | 0                | 0                | 0                     | 0                     | 19                    | 0     | 0     |        |
| Cienciano · Perú |                     |                     |       |       |        |                  |                  |                  |                       |                       |                       |       |       |        |
| 1.ª | 2020                | 10                  | 2     | 1     | -      | -                | -                | -                | -                     | -                     | 10                    | 2     | 1     |        |
| Total club | Total club          | 76                  | 8     | 9     | 0      | 0                | 0                | 0                | 0                     | 0                     | 76                    | 8     | 9     |        |
| Alianza Universidad · Perú |                     |                     |       |       |        |                  |                  |                  |                       |                       |                       |       |       |        |
| 1.ª | 2021                | 15                  | 2     | 1     | 1      | 0                | 0                | -                | -                     | -                     | 16                    | 2     | 1     |        |
| Total club | Total club          | 15                  | 2     | 1     | 1      | 0                | 0                | 0                | 0                     | 0                     | 16                    | 2     | 1     |        |
| Carlos Stein · Perú |                     |                     |       |       |        |                  |                  |                  |                       |                       |                       |       |       |        |
| 2.ª | 2022                | 24                  | 3     | 2     | -      | -                | -                | -                | -                     | -                     | 24                    | 3     | 2     |        |
| Total club | Total club          | 24                  | 3     | 2     | 0      | 0                | 0                | 0                | 0                     | 0                     | 24                    | 3     | 2     |        |
| Universidad de San Martín · Perú |                     |                     |       |       |        |                  |                  |                  |                       |                       |                       |       |       |        |
| 2.ª | 2023                | 27                  | 5     | 7     | -      | -                | -                | -                | -                     | -                     | 27                    | 5     | 7     |        |
| 2.ª | 2024                | 19                  | 4     | 5     | -      | -                | -                | -                | -                     | -                     | 19                    | 4     | 5     |        |
| Total club | Total club          | 46                  | 9     | 12    | 0      | 0                | 0                | 0                | 0                     | 0                     | 46                    | 9     | 12    |        |
| Total en su carrera | Total en su carrera | Total en su carrera | 89    | 11    | 3      | 1                | 0                | 0                | 4                     | 0                     | 0                     | 414   | 41    | 34     |
| (1) Las copas nacionales se refiere a la Copa Uruguay. (2) Las copas internacionales se refiere a la Copa Libertadores y la Copa Sudamericana. (3) Media de goles por encuentro. No incluye goles en partidos amistosos. |                     |                     |       |       |        |                  |                  |                  |                       |                       |                       |       |       |        |

## Palmarés
| Título                    | Club             | País | Año  |
| ------------------------- | ---------------- | ---- | ---- |
| Primera División del Perú | Sporting Cristal | Perú | 2005 |